# Leo da Vinci
Leo da Vinci és una sèrie d'animació per ordinador italiana creada per Sergio Manfio. Es tracta d'una sèrie derivada de la pel·lícula Leo da Vinci: Missió Mona Lisa. La sèrie va començar a transmetre's en RaiPlay el 23 de setembre del 2019. A Catalunya la sèrie va arribar al canal SX3 el 24 de juny de 2024.

## Sinopsi
La sèrie segueix la història d'en Leo da Vinci, un noi de quinze anys, i el seu amic Lollo, a Florència, on comencen a estudiar al taller d'Andrea del Verocchio. Al seu taller secret, en Leo crea nous i estrafolaris invents. Al mateix temps, els dos nois han de protegir a Lorenzo de’ Medici i la seva família d'un conspirador que intenta prendre el control de la ciutat ajudat d'uns pirates tan ferotges com incompetents.

## Personatges
- Leo
- Lisa
- Lollo
- Andrea del Verrocchio
- Lorenzo de' Medici
- Bianca de' Medici

## Llista d'episodis

### 1a temporada
| Núm. | Títol                                                             | Direcció      | Guió                                       | Data d'estrena original | Data d'emissió a Catalunya |
| --- | ----------------------------------------------------------------- | ------------- | ------------------------------------------ | ----------------------- | -------------------------- |
| 1 | «L'arribada a Florència» «Arrivo a Firenze»                       | Sergio Manfio | Sergio Manfio Francesco Manfio             | 23 de setembre de 2019  | 24 de juny de 2024         |
| Han contractat un grup de pirates perquè duguin a terme un atemptat a Florència. Mentrestant, el Leo arriba amb els seus amics a la ciutat, on coneix el Lorenzo de' Medici. Comença com a alumne al taller d'art d'en Verrocchio i de seguida demostra la seva traça modelant argila. |                                                                   |               |                                            |                         |                            |
| 2 | «El Dònum» «Il Donum»                                             | Sergio Manfio | Sergio Manfio Francesco Manfio             | 23 de setembre de 2019  | 24 de juny de 2024         |
| Han encarregat a la mateixa banda de pirates que robin unes monedes especials que els Mèdici donen, en una festa, a les persones humils del poble que han destacat per alguna bona acció al llarg de l'any.                                                                            |                                                                   |               |                                            |                         |                            |
| 3 | «Els focs artificials» «Fuochi d'artificio»                       | Sergio Manfio | Sergio Manfio Francesco Manfio Anna Manfio | 23 de setembre de 2019  | Sense anunciar             |
| En Duccio obliga en Leo, la Lisa i en Lollo a fer una gestió. I mentre van cap allà, es troben els pirates, que han raptat un comerciant xinès de focs d'artifici. El pla dels pirates és utilitzar uns focs d'artifici urticants per boicotejar una festa a Florència.                |                                                                   |               |                                            |                         |                            |
| 4 | «El gegant Mugello» «Il gigante Mugello»                          | Sergio Manfio | Sergio Manfio Francesco Manfio             | 10 de març de 2020      | Sense anunciar             |
| 5 | «Un lleó estrany» «Uno strano leone»                              | Sergio Manfio | Sergio Manfio Francesco Manfio             | 23 de setembre de 2019  | Sense anunciar             |
| 6 | «El somni premonitori» «Sogno premonitore»                        | Sergio Manfio | Sergio Manfio Francesco Manfio             | 23 de setembre de 2019  | Sense anunciar             |
| 7 | «La gàbia del canari» «La gabbia del canarino»                    | Sergio Manfio | Sergio Manfio Francesco Manfio             | 23 de setembre de 2019  | Sense anunciar             |
| 8 | «La recepta» «La ricetta»                                         | Sergio Manfio | Sergio Manfio Francesco Manfio             | 23 de setembre de 2019  | Sense anunciar             |
| 9 | «La còpia lletja» «La brutta copia»                               | Sergio Manfio | Sergio Manfio Francesco Manfio             | 23 de setembre de 2019  | Sense anunciar             |
| 10 | «El mainà religiós» «Il merlo indiano»                            | Sergio Manfio | Sergio Manfio Francesco Manfio             | 23 de setembre de 2019  | Sense anunciar             |
| 11 | «El gerro de Ra» «Il vaso di Rha»                                 | Sergio Manfio | Sergio Manfio Francesco Manfio             | 16 de març de 2020      | Sense anunciar             |
| 12 | «El codi» «Il codice»                                             | Sergio Manfio | Sergio Manfio Francesco Manfio             | 23 de setembre de 2019  | Sense anunciar             |
| 13 | «Els Palios del Llinatge» «Il palio delle casate»                 | Sergio Manfio | Sergio Manfio Francesco Manfio             | 23 de setembre de 2019  | Sense anunciar             |
| 14 | «El monstre de paper» «Il mostro di carta»                        | Sergio Manfio | Sergio Manfio Francesco Manfio             | 23 de setembre de 2019  | Sense anunciar             |
| 15 | «El circ» «Il circo»                                              | Sergio Manfio | Sergio Manfio Francesco Manfio             | 18 de març de 2020      | Sense anunciar             |
| 16 | «Focs antics» «Fuochi antichi»                                    | Sergio Manfio | Sergio Manfio Francesco Manfio             | 12 d'octubre de 2019    | Sense anunciar             |
| 17 | «La bandera d'or» «La bandiera d'oro»                             | Sergio Manfio | Sergio Manfio Francesco Manfio             | 19 de març de 2020      | Sense anunciar             |
| 18 | «La caça amb falcó» «La caccia col falcone»                       | Sergio Manfio | Sergio Manfio Francesco Manfio             | 19 de març de 2020      | Sense anunciar             |
| 19 | «La letargia de l'aranya» «Il letargo del ragno»                  | Sergio Manfio | Sergio Manfio Francesco Manfio             | 20 de març de 2020      | Sense anunciar             |
| 20 | «Les cinc esferes» «Le cinque sfere»                              | Sergio Manfio | Sergio Manfio Francesco Manfio             | 20 de març de 2020      | Sense anunciar             |
| 21 | «El banquet amb sal» «Il banchetto salato»                        | Sergio Manfio | Sergio Manfio Francesco Manfio             | 22 de març de 2020      | Sense anunciar             |
| 22 | «El dic» «La diga»                                                | Sergio Manfio | Sergio Manfio Francesco Manfio             | 22 de març de 2020      | Sense anunciar             |
| 23 | «Pa d'anís» «Pane all'anice»                                      | Sergio Manfio | Sergio Manfio Francesco Manfio             | 6 d'abril de 2020       | Sense anunciar             |
| 24 | «El llibre major» «Il libro mastro»                               | Sergio Manfio | Sergio Manfio Francesco Manfio             | 6 d'abril de 2020       | Sense anunciar             |
| 25 | «El mapa» «La mappa»                                              | Sergio Manfio | Sergio Manfio Francesco Manfio             | 7 d'abril de 2020       | Sense anunciar             |
| 26 | «El drac de ferro» «Il drago di ferro»                            | Sergio Manfio | Sergio Manfio Francesco Manfio             | 7 d'abril de 2020       | Sense anunciar             |
| 27 | «La ruta de la seda» «La via della seta»                          | Sergio Manfio | Sergio Manfio Francesco Manfio             | 6 de març de 2021       | Sense anunciar             |
| 28 | «El pastís perillós» «La torta pericolosa»                        | Sergio Manfio | Sergio Manfio Francesco Manfio             | 6 de març de 2021       | Sense anunciar             |
| 29 | «El gran son» «Il grande sonno»                                   | Sergio Manfio | Sergio Manfio Francesco Manfio             | 6 de març de 2021       | Sense anunciar             |
| 30 | «Ball de màscares» «Ballo in maschera»                            | Sergio Manfio | Sergio Manfio Francesco Manfio             | 6 de març de 2021       | Sense anunciar             |
| 31 | «El castell de les dames» «Il castello delle dame»                | Sergio Manfio | Sergio Manfio Francesco Manfio             | 6 de març de 2021       | Sense anunciar             |
| 32 | «La clau amagada» «La chiave nascosta»                            | Sergio Manfio | Sergio Manfio Francesco Manfio             | 6 de març de 2021       | Sense anunciar             |
| 33 | «Les campanades del solstici d'estiu» «Rintocchi di mezza estate» | Sergio Manfio | Sergio Manfio Francesco Manfio             | 6 de març de 2021       | Sense anunciar             |
| 34 | «L'ambaixador» «L'ambasciatore»                                   | Sergio Manfio | Sergio Manfio Francesco Manfio             | 6 de març de 2021       | Sense anunciar             |
| 35 | «El testament» «Il testamento»                                    | Sergio Manfio | Sergio Manfio Francesco Manfio             | 6 de març de 2021       | Sense anunciar             |
| 36 | «L'exhibició sobre gel» «La giostra ghiacciata»                   | Sergio Manfio | Sergio Manfio Francesco Manfio             | 6 de març de 2021       | Sense anunciar             |
| 37 | «La màgia del número 8» «La magia del numero otto»                | Sergio Manfio | Sergio Manfio Francesco Manfio             | 6 de març de 2021       | Sense anunciar             |
| 38 | «El perfum de llessamí» «Il profumo del gelsomino»                | Sergio Manfio | Sergio Manfio Francesco Manfio             | 6 de març de 2021       | Sense anunciar             |
| 39 | «El cromorn» «Il cromorno»                                        | Sergio Manfio | Sergio Manfio Francesco Manfio             | 6 de març de 2021       | Sense anunciar             |
| 40 | «El pont mobil» «Il ponte mobile»                                 | Sergio Manfio | Sergio Manfio Francesco Manfio             | 6 de març de 2021       | Sense anunciar             |
| 41 | «Florència tremola» «Firenze trema»                               | Sergio Manfio | Sergio Manfio Francesco Manfio             | 6 de març de 2021       | Sense anunciar             |
| 42 | «L'apotecari» «Lo speziale»                                       | Sergio Manfio | Sergio Manfio Francesco Manfio             | 6 de març de 2021       | Sense anunciar             |
| 43 | «El Carnaval» «Il carnevale»                                      | Sergio Manfio | Sergio Manfio Francesco Manfio             | 6 de març de 2021       | Sense anunciar             |
| 44 | «Il grande mago» «Il ponte mobile»                                | Sergio Manfio | Sergio Manfio Francesco Manfio             | 6 de març de 2021       | Sense anunciar             |
| 45 | «La merla i la garsa» «Il merlo e la gazza»                       | Sergio Manfio | Sergio Manfio Francesco Manfio             | 6 de març de 2021       | Sense anunciar             |
| 46 | «Pirates contra pirates» «Pirati contro pirati»                   | Sergio Manfio | Sergio Manfio Francesco Manfio             | 6 de març de 2021       | Sense anunciar             |
| 47 | «El diari dels pirates» «Il diario dei pirati»                    | Sergio Manfio | Sergio Manfio Francesco Manfio             | 6 de març de 2021       | Sense anunciar             |
| 48 | «Olfacte de tofoner» «Fiuto da tartufo»                           | Sergio Manfio | Sergio Manfio Francesco Manfio             | 6 de març de 2021       | Sense anunciar             |
| 49 | «La burla» «La beffa»                                             | Sergio Manfio | Sergio Manfio Francesco Manfio             | 6 de març de 2021       | Sense anunciar             |
| 50 | «La gàbia d'en Lollo» «La gabbia di Lollo»                        | Sergio Manfio | Sergio Manfio Francesco Manfio             | 6 de març de 2021       | Sense anunciar             |
| 51 | «La rosa de la bona nit» «La rosa della buona notte»              | Sergio Manfio | Sergio Manfio Francesco Manfio             | 6 de març de 2021       | Sense anunciar             |
| 52 | «La rendició de comptes» «La resa dei conti»                      | Sergio Manfio | Sergio Manfio Francesco Manfio             | 6 de març de 2021       | Sense anunciar             |

### 2a temporada
| Núm. | Títol                                                                    | Data d'estrena original | Data d'emissió a Catalunya |
| ---- | ------------------------------------------------------------------------ | ----------------------- | -------------------------- |
| 1    | «El robí» «Il rubino»                                                    | Sense anunciar          | 3 de gener de 2025         |
| 2    | «El tapís de seda» «L'arazzo di seta»                                    | Sense anunciar          | 3 de gener de 2025         |
| 3    | «La simitarra» «La scimitarra»                                           | Sense anunciar          | 3 de gener de 2025         |
| 4    | «La rulot» «La rullotta»                                                 | Sense anunciar          | 3 de gener de 2025         |
| 5    | «El mercader indi» «Il mercante indiano»                                 | Sense anunciar          | 3 de gener de 2025         |
| 6    | «En marxa» «Si parte»                                                    | Sense anunciar          | 3 de gener de 2025         |
| 7    | «Proves de sabotatge» «Prove di boicottaggio»                            | Sense anunciar          | 5 de gener de 2025         |
| 8    | «Roig rovell» «Rosso ruggine»                                            | Sense anunciar          | 5 de gener de 2025         |
| 9    | «Una trobada perillosa» «Un incontro pericoloso»                         | Sense anunciar          | 6 de gener de 2025         |
| 10   | «Fonda del Mastí» «Osteria del Mastino»                                  | Sense anunciar          | 6 de gener de 2025         |
| 11   | «El somnífer» «Il sonnifero»                                             | Sense anunciar          | 7 de gener de 2025         |
| 12   | «El carruatge cuirassat» «La corraza corazzata»                          | Sense anunciar          | 7 de gener de 2025         |
| 13   | «Les pàgines que falten» «Le pagine mancanti»                            | Sense anunciar          | 6 de gener de 2025         |
| 14   | «El colomar» «La colombaia»                                              | Sense anunciar          | 6 de gener de 2025         |
| 15   | «Fabrizio del Morello»                                                   | Sense anunciar          | 6 de gener de 2025         |
| 16   | «La màscara del joglar» «La maschera del giullare»                       | Sense anunciar          | 7 de gener de 2025         |
| 17   | «La pista falsa» «Il falso indizio»                                      | Sense anunciar          | 7 de gener de 2025         |
| 18   | «Bandolers» «Briganti»                                                   | Sense anunciar          | 7 de gener de 2025         |
| 19   | «Comerciants contra bandolers» «Mercanti vs briganti»                    | Sense anunciar          | 7 de gener de 2025         |
| 20   | «El cucut» «Il cuculo»                                                   | Sense anunciar          | 22 de gener de 2025        |
| 21   | «El secret del fòssil» «Il segreto del fossile»                          | Sense anunciar          | 23 de gener de 2025        |
| 22   | «La saviesa d'en Vannoccio» «L'arte di Vannoccio»                        | Sense anunciar          | 23 de gener de 2025        |
| 23   | «En Picco della Mirandola» «Pico della Mirandola»                        | Sense anunciar          | 24 de gener de 2025        |
| 24   | «Una trobada desagradable» «Un incontro spiacevole»                      | Sense anunciar          | 24 de gener de 2025        |
| 25   | «El collaret de la Bianca» «La collana di Bianca»                        | Sense anunciar          | 27 de gener de 2025        |
| 26   | «La conjuració» «La congiura»                                            | Sense anunciar          | Sense anunciar             |
| 27   | «El fals apotecari» «Il falso speziale»                                  | Sense anunciar          | 4 de gener de 2025         |
| 28   | «El fals quadre i l'autèntic engany» «Il falso quadro e il vero inganno» | Sense anunciar          | 4 de gener de 2025         |
| 29   | «Una història de por» «Racconto di paura»                                | Sense anunciar          | 5 de gener de 2025         |
| 30   | «Bianca la impostora» «Bianca l'impostora»                               | Sense anunciar          | 5 de gener de 2025         |
| 31   | «El malvat venedor de teixits» «Il vile tessitore»                       | Sense anunciar          | 11 de gener de 2025        |
| 32   | «L'arribada a Venècia» «Arrivo a Venezia»                                | Sense anunciar          | 11 de gener de 2025        |
| 33   | «Disfresses de Carnaval» «Costumi di Carnevale»                          | Sense anunciar          | 12 de gener de 2025        |
| 34   | «El llençol volador» «Il lenzuolo volante»                               | Sense anunciar          | 12 de gener de 2025        |
| 35   | «La memòria del paper» «La memoria della carta»                          | Sense anunciar          | 18 de gener de 2025        |
| 36   | «Els ulls de dos colors del lleó» «L'occhio bicolore del leone»          | Sense anunciar          | 18 de gener de 2025        |
| 37   | «La cambra heràldica» «La stanza araldica»                               | Sense anunciar          | 19 de gener de 2025        |
| 38   | «La fonda dels alemanys» «Il Fondaco dei Tedeschi»                       | Sense anunciar          | 19 de gener de 2025        |
| 39   | «L'Alvise Tiepolo» «Alvise Tiepolo»                                      | Sense anunciar          | 25 de gener de 2025        |
| 40   | «L'avi de la Maria» «Il nonno di Maria»                                  | Sense anunciar          | 25 de gener de 2025        |
| 41   | «Els Alps» «Le Alpi»                                                     | Sense anunciar          | 26 de gener de 2025        |
| 42   | «Una trobada increïble» «Un incredibile incontro»                        | Sense anunciar          | 26 de gener de 2025        |
| 43   | «El cérvol daurat» «Il cervo dorato»                                     | Sense anunciar          | Sense anunciar             |
| 44   | «El rinoceront» «Il rinoceronte»                                         | Sense anunciar          | Sense anunciar             |
| 45   | «La trampa» «La trappola»                                                | Sense anunciar          | Sense anunciar             |
| 46   | «El raig de llum» «Il raggio di luce»                                    | Sense anunciar          | Sense anunciar             |
| 47   | «El misteri de la nota doble» «Il mistero della doppia nota»             | Sense anunciar          | Sense anunciar             |
| 48   | «La inscripció en llatí» «La scritta in latino»                          | Sense anunciar          | Sense anunciar             |
| 49   | «L'os fingit» «Il finto orso»                                            | Sense anunciar          | Sense anunciar             |
| 50   | «Dues galeres i un bergantí» «Due galee e un brigantino»                 | Sense anunciar          | Sense anunciar             |
| 51   | «Cap a Florència» «Verso Firenze»                                        | Sense anunciar          | Sense anunciar             |
| 52   | «Una història autèntica» «Una storia vera»                               | Sense anunciar          | Sense anunciar             |